# Jurassic World Rebirth
Jurassic World Rebirth (bra: Jurassic World: Recomeço; prt: Mundo Jurássico: Renascimento) é um filme americano de ação e ficção científica dirigido por Gareth Edwards e escrito por David Koepp. Uma sequência independente de Jurassic World Dominion (2022), é o quarto filme da série Jurassic World e o sétimo da franquia Jurassic Park. O elenco principal inclui Scarlett Johansson, Mahershala Ali e Jonathan Bailey, junto com Rupert Friend, Manuel Garcia-Rulfo, Luna Blaise, David Iacono e Ed Skrein.
O desenvolvimento do filme foi relatado em janeiro de 2024 e já estava em andamento há algum tempo. Edwards foi contratado como diretor um mês depois, e o processo de seleção de elenco começou logo em seguida. As filmagens principais ocorreram na Tailândia, em Malta e no Reino Unido, de junho a setembro de 2024. O primeiro trailer foi lançado em 5 de fevereiro de 2025.
Jurassic World Rebirth foi lançado nos Estados Unidos pela Universal Pictures em 2 de julho de 2025, e no Brasil, em 3 de julho. No momento do seu lançamento, o filme dividiu a opinião dos críticos, com um teor mais negativo, embora a recepção do público tenha sido bem mais calorosa.

## Sinopse
Cinco anos após os eventos de Jurassic World Dominion, o ambiente do planeta se mostrou, em grande parte, inóspito para os dinossauros e outros animais pré-históricos. As criaturas sobreviventes agora vivem em regiões tropicais remotas, onde as condições são semelhantes às de seus habitats originais. Zora Bennett, uma agente secreta, é contratada para trabalhar com o paleontólogo Dr. Henry Loomis e o líder da equipe, Duncan Kincaid, em uma missão ultrassecreta. Eles se infiltram na Ilha Saint-Hubert, uma ilha proibida no Oceano Atlântico, usada pela InGen como um centro de pesquisa de dinossauros. O objetivo deles é localizar nas áreas tropicais as três maiores espécies pré-históricas restantes da terra, do mar e do ar, e coletar seu DNA, que contém a chave para um medicamento revolucionário capaz de salvar inúmeras vidas humanas de forma milagrosa.
Ao longo do caminho, a equipe de Zora encontra uma família de civis cujo passeio de barco foi interrompido por dinossauros aquáticos errantes, deixando-os presos em uma ilha. Eles descobrem que a ilha, antes usada como laboratório de pesquisa do Jurassic Park, era o lar de experimentos fracassados e abriga dinossauros mutantes, que conseguiram prosperar ali por décadas. Entre eles está um dos principais antagonistas do filme - Distortus rex, um T. rex mutante, deformado e semelhante a um alienígena, com seis membros, e também um outro tipo de animal mutante, os Mutadons voadores, que são uma combinação emplumada de um Pterossauro e um Velociraptor. A jornada também marca o retorno do Espinossauro, um dos dinossauros mais populares da franquia.

## Elenco
- Scarlett Johansson como Zora Bennett, uma especialista em operações secretas[16]
- Mahershala Ali como Duncan Kincaid, o líder da equipe de Zora[12]
- Jonathan Bailey como Dr. Henry Loomis, um paleontólogo[16]
- Rupert Friend como Martin Krebs, um representante farmacêutico[16]
- Manuel Garcia-Rulfo como Reuben Delgado, o pai de uma família civil naufragada[16]
- Luna Blaise como Teresa Delgado, uma jovem naufragada na ilha e filha mais velha de Reuben[16]
- David Iacono como Xavier Dobbs, um jovem naufragado na ilha e namorado de Teresa[16]
- Audrina Miranda como Isabella "Bella" Delgado, uma criança naufragada na ilha e filha mais nova de Reuben[16]
- Philippine Velge como Nina, membro da equipe de Zora[16]
- Bechir Sylvain como Leclerc, membro da equipe de Zora[16]
- Ed Skrein como Bobby Atwater, membro da equipe de Zora[16]

## Produção
Jurassic World Rebirth foi escrito por David Koepp, que também escreveu os dois primeiros filmes, Jurassic Park (1993) e The Lost World: Jurassic Park (1997). Inicialmente, ele recusou a oportunidade de escrever outro filme, acreditando que não tinha mais nada a acrescentar à franquia. No entanto, continuou sendo consultado para os filmes seguintes e, eventualmente, fez trabalhos não creditados no roteiro de Jurassic World Dominion (2022). O diretor e roteirista Colin Trevorrow, que passou nove anos trabalhando na trilogia Jurassic World, afirmou que provavelmente não retornaria para outro filme, exceto em um possível papel de consultoria.
O desenvolvimento de Jurassic World Rebirth começou quando o produtor executivo Steven Spielberg perguntou a Koepp sobre a possibilidade de retornar para escrever um novo filme da franquia, o que levou a uma troca de ideias. Koepp também releu os livros Jurassic Park (1990) e O Mundo Perdido (1995), de Michael Crichton, incorporando conceitos de ambos os livros. Rebirth inclui uma sequência do primeiro romance que foi cortada da adaptação cinematográfica, na qual personagens em um bote precisam escapar de um T. rex.

### Filmagens
As filmagens de Jurassic World 4 começaram em junho de 2024 na Tailândia, com cenas em parques nacionais como Khao Phanom Bencha e Ko Kradan, antes de se mudarem para Malta, onde foram gravadas sequências intensas de ataques de Mosassauro em tanques de água e no mar. Em agosto, a produção seguiu para o Reino Unido, onde sets como a base da InGen, uma selva artificial e um templo antigo foram construídos nos estúdios Sky Studios Elstree. Cenas de ação, incluindo perseguições com o T. rex, foram filmadas em locações como um rio artificial em Hertfordshire. As gravações principais terminaram em setembro, com cenas adicionais feitas em Nova York.

### Pós-produção
Até o final de 2024, Edwards já havia finalizado sua primeira montagem de Jurassic World: Rebirth. Ele queria que o filme tivesse menos de duas horas, e sua versão ficou um minuto abaixo desse limite (sem contar os créditos). Para isso, ele cortou cinco minutos, mas acabou restaurando as cenas a pedido dos executivos da Universal. Três outras cenas não entraram na versão final – duas delas Edwards concordou em remover, mas a terceira, que expandia a sequência do posto de gasolina, ele considerava mais tensa, com uma sensação de "algo se aproximando". Essa parte foi cortada porque desacelerava o terceiro ato, que foi escrito para ser ágil.

## Recepção

### Bilheteria
O filme estreou arrecadando US$ 147,3 milhões de dólares durante os cinco dias do feriado de 4 de julho, liderando as bilheterias, incluindo US$ 91,5 milhões no fim de semana de três dias, um pouco acima do projetado.

### Crítica
No site agregador de críticas Rotten Tomatoes, 51% das 375 avaliações dos críticos são positivas. O consenso do site afirma: "Voltando ao básico com cenas eletrizantes e clichês fossilizados, Jurassic World Rebirth não evolui esta franquia pré-histórica, mas restaura parte de seu DNA mais confiável." O Metacritic, que usa uma média ponderada, atribuiu ao filme uma pontuação de 50 em 100, baseado em 54 críticos, indicando críticas "mistas ou médias". O público pesquisado pelo CinemaScore deu ao filme uma nota média de "B", em uma escala de A+ a F.